# محمدحسن اعتمادالسلطنه
محمدحسن خان مقدم مراغه‌ای (۲۱ شعبان ۱۲۵۶ مراغه، ۱۳ فروردین ۱۲۷۵ تهران)، ملقب به صنیع‌الدوله و سپس اعتمادالسلطنه، نویسنده، و سیاستمدار نامدار عصر ناصری و صاحب نوشته‌های بسیاری در زمینه‌های گوناگون بود او همچنین از بزرگان دربار دوره قاجار و عهد ناصرالدین شاه و صاحب کتاب‌های بسیار بود.

## زندگی
محمدحسن پسر چهارم حاجی علی‌خان اعتمادالسلطنه، حاجب‌الدولهٔ دربار ناصری و قاتل امیرکبیر بود و مادرش خورشیدخانم دختر آقاخان سردار و نوه مصطفی‌قلی‌خان، نابرادری آقامحمدخان قاجار بود. سایر اجداد او نیز عمدتاً خدمتگزار دودمان قاجار بوده‌اند. او در ۲۱ شعبان ۱۲۵۶ قمری به دنیا آمد. در ۱۲۶۷ ق. از دارالفنون فارغ‌التحصیل شد و یک سال بعد وکیل نظام گردید. او به تدریج مناصب نظامی را طی کرد تا اینکه در ۱۲۷۵ به درجهٔ سرهنگی دست یافت.
در ۱۲۸۰ ق. به عنوان نمایندهٔ نظامی به سفارت ایران در پاریس رفت و چهار سال در آنجا ماند. در این مدت زبان فرانسه را تکمیل کرد و به مطالعهٔ بیشتر پرداخت. در ۱۲۸۴ به دارالخلافه برگشت و به سرعت مترجم حضور ناصرالدین‌شاه گردید. در ۱۲۸۷ مدیریت روزنامهٔ رسمی و کمی بعد ریاست دارالترجمه دربار را به او سپردند.
محمدحسن در ۱۲۹۰ ق. معاون وزارت عدلیه شد. در ۱۲۹۸ رئیس دارالتألیف، در ۱۲۹۹ عضو مجلس شورای دولتی و در ۱۳۰۰ وزیر انطباعات گردید.
اعتمادالسلطنه از اولین کسانی بود که سانسور کتاب و مطبوعات را در ایران پیشنهاد کرد و در نامه‌ای به ناصرالدین شاه از ضرورت سانسور و اینکه چنین دستگاهی امروز در همه ملل متمدن مرسوم است سخن گفته بود و ظاهراً ناصرالدین شاه با این پیشنهاد موافق بود، البته خود اعتمادالسلطنه از اولین کسانی بود که پیش از تدوین قانون سانسور، گرفتار آن شد. از جمله نسخه‌های کتاب «سرگذشت خر» یا «منطق الحمار» را که وی ترجمه کرده بود به دستور ناصرالدین شاه جمع‌آوری کردند.
در ۱۳۰۴ به دریافت لقب اعتمادالسلطنه نائل شد. او همچنین مدتی محتسب شهر تهران و مسئول بنایی ساختمان‌های سلطنتی و قراردادهای آنها را به عهده داشت.
والی‌گری شوشتر، نایب الولایه خوزستان و ژنرال آجودانی شاه از دیگر مشاغل وی بود.
اعتمادالسلطنه از نظر فردی شخصیتی محافظه‌کار داشت، اما از نظر سیاسی، مترقی و روشن بود.
بسیار بد زبان بود و سوظن بسیار داشت، همه از شر زبانش وحشت داشتند. سالی یک دو کتاب ترجمه میکرد و برای هر کتاب 50 تومان از شاه هدیه می گرفت.
اریس، تاریخ، جغرافیا و ادبیات فرانسوی آموخت و همچنین در مدت اقامتش در فرانسه زبان انگلیسی را نیز فرا گرفت. در مراجعت به تهران ناصرالدین شاه وی را به سمت ریاست دارالترجمه همایونی و مترجم مخصوص شاه و همچنین وزیر انطباعات (چاپ و نشر) گمارد. در این سمت وی موفق شد تعداد زیادی از کتب اندیشمندان هم عصر خویش را ترجمه و به نام خود منتشر کند. وی که از نتایج مطالعات شرق‌شناسان آگاهی داشت و در تباین میان افسانه و تاریخ غورها کرده بود گامی نوین در نوشته‌های خود برداشت و استناد کردن به نوشته‌های یونانی مانند هرودوت، استرابون و گزنفون را آموزانید.
به خاطر شهرت زیاد وی، انجمن جغرافیایی پاریس وی را در دو انجمن آسیایی لندن و انجمن جغرافیایی روسیه به عنوان یکی از اعضای خود برگزید. اعتمادالسلطنه بیشتر جانب روسها بود از همین رو بین شاه و سفارت روس رابط و در ماجرای گرفتن قرض از روسیه، پیغام بر مخصوص شاه به سفارت روسیه بود.همچنین چون وی به دربار شاه راه داشت، نکته‌های قابل توجهی از زندگی رجال، وضع اجتماعی، زد و بندهای سیاسی و مسائل پشت پرده به نگارش درآورده‌است. این کتاب به عنوان روزنامه خاطرات از منابع سودمند مطالعهٔ تاریخ سیاسی و اجتماعی دورهٔ ناصری محسوب می‌شود.
اعتمادالسلطنه یک ماه پیش از کشته شدن ناصرالدین شاه، در سن پنجاه سالگی و در تهران به علت سکته درگذشت.
طبق وصیت اعتمادالسلطنه، تمام دارایی و کتابخانه وی را ناصرالدین شاه متصرف شد؛ البته شاه مقداری مسکوک طلا را ضبط کرد و بقیه را به وارثانش بازگرداند. اشرف السلطنه همسرش نیز برخی از کتب اعتمادالسلطنه را مانند نسخه خطی روزنامه خاطرات به کتابخانه آستان قدس رضوی تقدیم کرد.

## کتاب‌نامه
به ترتیب الفبا به شرح زیر می باشد:
| - التدوین فی احوال جبال شروین - المآثر و الآثار - پولتیک‌ حالیه روس و انگلیس در آسیا - تاریخ اسکندر سوم (ترجمه) - تاریخ ۴۲ سالهٔ سلطنت شاه - تاریخ‌ خانواده رومانوف - تاریخ سلماس - تاریخ سوادکوه - تاریخ‌ صدور قاجاریه - تاریخ مرو - تاریخ مغرب‌الاقصی (ترجمه) - تاریه نیکلای دوم - تاریخ سال ۱۲۶۹ - تاریخ اشکانیان - تور دو مند (ترجمه) - حاجی بابا (ترجمه) - حجه السعاده(رساله وقایع سنه ۶۱) - خانم انگلیسی - خرنامه (منطق‌الحمار) - خلسه مشهور به خواب‌نامه - خیرات حسان | - دره‌التیجان فی تاریخ بنی‌الأشکان - رساله ختان - رساله قواعد نظام - روزنامه خاطرات شرح خاطرات وی - روزنامهٔ سفر مازندران - ژغرافی (طالقان) - مجلدات مرآة البلدان (معنی فارسی: آینهٔ شهرها) - مطلع الشمس (در سه جلد) - تاریخ منتظم ناصری - سفرنامه تفلیس - شرح حال مادموازل مونت پانسیه - شرح حال ولتر (ترجمه) - شجره قاجار - شرح حال فضولی - قصه زمرد سلطان - کتابچه انحصار تنباکو - کتابچه راه آهن انگلیس - کتابچه کشتی - کتابچه نظم دارالشوری - کشف معایب انگلیس - مادام دوپاری | من نوکر ایرانم خانه دیکسون حکیم رفتم. سفارت انگلیس به‌واسطه شرحی که از انگلیس در روزنامه اطلاع بد نوشته بودند از من رنجیده. به جهنم! باز هم به جهنم! من نوکر ایرانم نه نوکر انگلیس. روزنامه خاطرات اعتمادالسلطنه، ص ۳۷۶ |

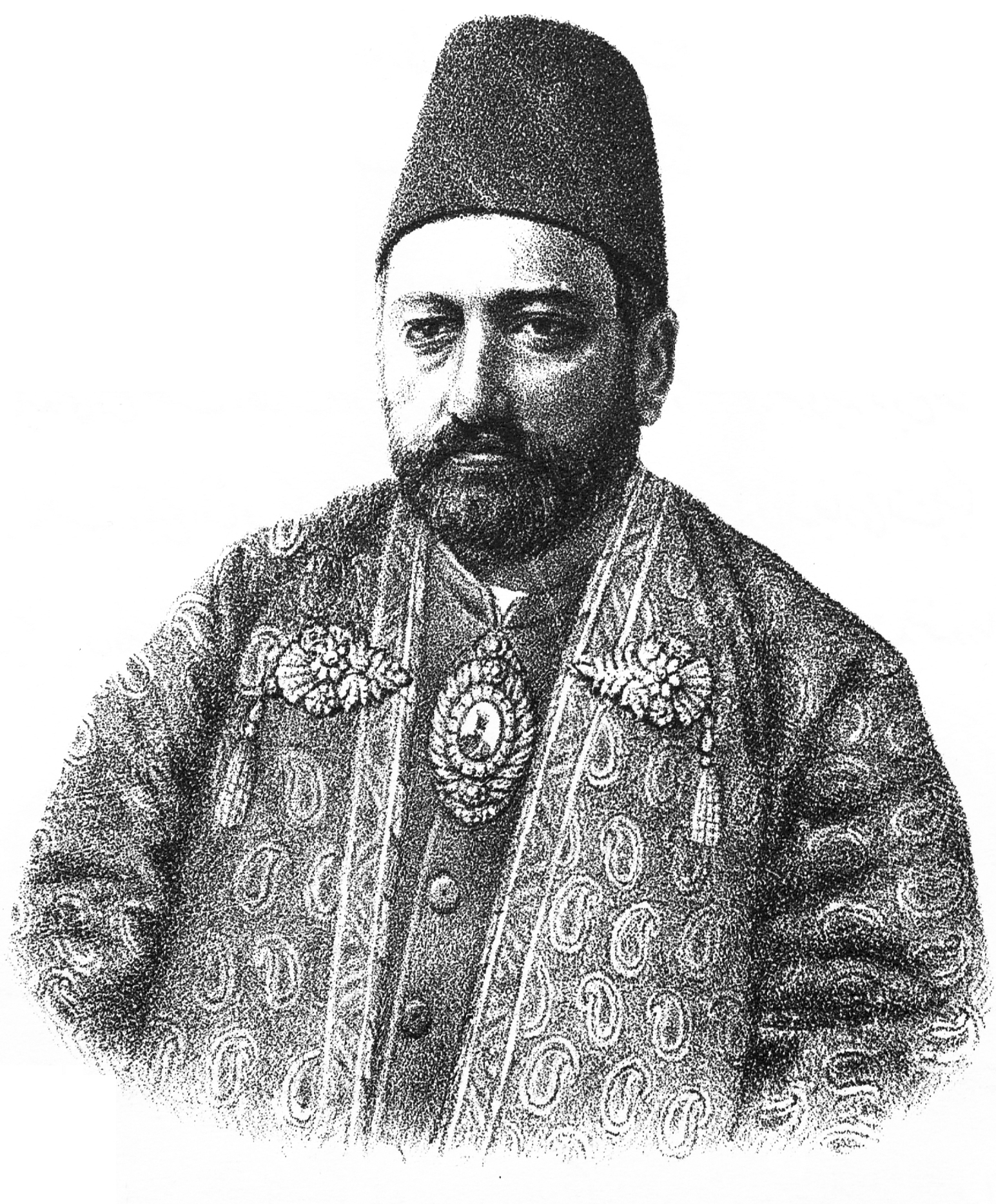
پرتره محمدحسن خان صنیع‌الدوله